# Ntò
Ntò, pseudonimo di Antonio Riccardi (Napoli, 25 agosto 1982), è un rapper italiano.

## Biografia

### Co'Sang (1997-2012)
A metà degli anni '90 fonda con Luchè i Co'Sang, noto gruppo musicale hip hop napoletano. Nel 2005 esordiscono con l'album Chi more pe' mme nel quale affrontano temi ricorrenti nella vita delle periferie napoletane. L'album riscuote un ottimo successo a livello di critica, tant'è che alcuni dei versi furono ripubblicati in importanti testate giornalistiche italiane.
Nell'ottobre 2006 i CoSang firmano un contratto di distribuzione con la Universal Music che ristampa il primo album in studio e nel 2009 pubblica il secondo ed ultimo album della band Vita bona, dopo essersi esibiti nei principali live club italiani.
Nello stesso anno Ntò ha la sua prima esperienza da attore sul piccolo schermo, interpretando il ruolo di Nino, il luogotenente di un potente esponente di un clan campano, nella puntata Anomalia 21 della serie televisiva L'ispettore Coliandro, trasmessa per la prima volta su Rai 2 nel marzo 2010.
Nel 2011 partecipa con i CoSang al fianco di Enzo Avitabile & Bottari al Concerto del Primo Maggio in Piazza San Giovanni a Roma.
Nel 2012 i CoSang si sciolgono, Ntò inizia la sua carriera solista e alla luce dell'esperienza maturata in dieci anni di autoproduzione crea un'area di riferimento che porta il nome di "Stirpe Nova", una sua crew.[1]
Il coraggio impossibile
Il 5 marzo 2013 esce Il Coraggio Impossibile, primo album da solista del rapper, che ha esordito al 17º posto della classifica generale FIMI.[2] All’interno dell’abum possiamo trovare le collaborazioni di Enzo Avitabile nel brano “Se ti avessi ora”, Casino Royale e Rocco Hunt in “Destino o scelta” e Clementino su “Se ne cade la città”.
Numero 9
Il 20 maggio 2014, viene dato alle stampe Numero 9, il primo album del rapper insieme a tutta la crew Stirpe Nova, in cui è presente Nuje vulimme 'na speranza, sigla finale di Gomorra - La serie, utilizzata poi per tutte le stagioni, insieme ad altri brani dell'artista come colonna sonora della serie a puntate prodotta da Sky e Cattleya.[3]
Col Sangue
Nel marzo 2015 decide di partecipare ad una sceneggiatura per un lungometraggio scritta dai videomakers INCOLORE. Lo script si è poi trasformato in All Night Long, che lo vede protagonista insieme al suo amico e collega in arte Clementino. Al film partecipano altri esponenti della scena musicale napoletana e italiana in genere come Ciccio Merolla, Guè, Don Joe, Enz Benz, El Koyote, Jovine, ma anche attori di ruolo come Piero Maggiò e Roberta Garzia.
Il 23 settembre del 2016 viene pubblicato il terzo album solista: Col Sangue.
all’interno dell’album troviamo collaborazioni con: Mokadelic, Guè, Tormento, Gemitaiz, Rischio, Katerfrancers, G.Lu, Andrea D’Alessio, Pina Turco, Vale Lambo, Speaker Cenzou, Clementino, Izi e Marracash.
Rinascimento
Nel 2019 viene pubblicato Rinascimento, definito uno street album con uscite mensili, con un sound fresco e al passo, frutto dei numerosi ascolti e studi di ricerca che hanno sempre caratterizzato il suo modus operandi.[5]  Nel disco è presente il brano “Pe t’avè” che verrà poi certificato disco d’oro.
Nevada
Il 28 febbraio 2020 è stato pubblicato il primo album con una major (Sony Music Italy), il quinto album da solista Nevada con la collaborazione di Giaime, Jake La Furia, Nina Zilli, Emiliana Cantone, Gianni Bismark, Enzo Avitabile, Clementino, Speranza e Nico Tesla.[7][8]
999
Il 10 giugno 2022 pubblica quindi l'EP 999 il quale racchiude i singoli usciti da Senza 'e Te fino a Doje Vote con l'aggiunta dei due inediti Love Song e Segreto.[9]
LEGACY - IL DESTINO DI UNA STIRPE
Nell’ottobre del 2023 pubblica il documentario “Legacy - Il destino di una Stirpe”, che a detta stessa del rapper non ha spettacolari pretese se non quelle di raccontare, partendo dagli esordi fino alla carriera solista, il suo viaggio in musica attraverso le fasi più significative, e dare qualche risposta a domande sulla vita e su eventi cruciali di questo percorso finora rivolte agli altri.
Dinastia – il ritorno dei Co’Sang
Il 2 maggio 2024 i Co'Sang annunciano la loro reunion attraverso un cortometraggio pubblicato su Instagram. Alla fine del filmato appare una scritta in cui viene annunciato il loro primo concerto dopo la separazione, fissato al 16 settembre seguente in Piazza del Plebiscito; il giorno successivo il duo annuncia la seconda data (17 settembre) nella stessa location, dato il tutto esaurito dei biglietti per la prima data in un quarto d'ora. Nei giorni successivi hanno comunicato il titolo del terzo album: Dinastia, pubblicato il 30 agosto (Warner Music Italy) e anticipato dal singolo O primm post.

## Discografia

### Album in studio

#### Da solista
- 2013 – Il coraggio impossibile
- 2014 – Numero 9 (con Stirpe Nova)
- 2016 – Col sangue
- 2019 – Rinascimento
- 2020 – Nevada

#### Con i Co'Sang
- 2005 – Chi more pe' mme
- 2009 – Vita bona
- 2024 – Dinastia

### Extended Play
- 2022 – 999